# Janvier 1995

## Événements

### Dimanche1erjanvier 1995
- Entrée en vigueur de l'Organisation mondiale du commerce (OMC) à Genève : 77 États membres.
- Union européenne : adhésion à l'Union européenne de l'Autriche, de la Suède et de la Finlande.
- Catastrophe aérienne de l'avion de chasse expérimental Rockwell-MBB X-31 (au nord de la Base d'Edwards, Californie).

### Mardi17 janvier 1995
- L'écurie britannique Lotus abandonne la compétition automobile.

### Lundi 23 Janvier 1995
- Naissance de Clémentine Gerbe

### Mercredi25 janvier 1995
- Fausse alerte nucléaire en Russie après le lancement d'une fusée Black Brant XII à partir de la base de lancement d'Andøya en Norvège.

- Carlos Sainz s'impose sur le rallye Monte-Carlo sur une Subaru.

### Lundi30 janvier 1995
- Attentat du GIA contre le commissariat central d'Alger (42 morts).

## Naissances
- 3 janvier :
  - Kim Ji-soo, chanteuse sud-coréenne.
  - Kim Seol-hyun, chanteuse sud-coréenne.
- 4 janvier : María Isabel, chanteuse espagnole.
- 6 janvier : 
  - Michaela DePrince, ballerine sierra-léonaise († 13 septembre 2024).
  - Baghera Jones, streameuse et créatrice de contenus suisse.
- 9 janvier : Nicola Peltz, actrice américaine.
- 10 janvier : Maes, rappeur français
- 19 janvier : 
  - Domenico Acerenza, nageur italien.
  - Levon Aghasyan, athlète arménien.
  - Mathieu van der Poel, cycliste néerlandais.
- 22 janvier : Ilyes Chetti, footballeur algérien.
- 24 janvier : Callan McAuliffe, acteur australien.
- 25 janvier :
  - Benjamin Bok, joueur d'échecs néerlandais.
  - Carmen Bramly, romancière française.
  - Eduardo Estrada, coureur cycliste colombien.
  - Cédric Joly, céiste français.
  - Yorgelis Rodríguez, athlète cubaine.
  - Sarah Vaisse, nageuse française.
- 26 janvier : Costa Titch, rappeur sud-africain († 11 mars 2023).
- 30 janvier : Danielle Campbell, actrice américaine.

## Décès
- 2 janvier : 
  - Graham Sharp, patineur artistique britannique (° 19 décembre 1917).
  - Mohammed Siad Barre, ancien président de la Somalie (° 6 octobre 1919).
- 18 janvier : Félix De Boeck, peintre belge (° 12 janvier 1898).
- 21 janvier : Philippe Casado, coureur cycliste français (° 1er février 1964).
- 22 janvier : Rose Kennedy, à l'âge de 104 ans (° 22 juillet 1890).
- 25 janvier : John Smith, acteur américain (° 6 mars 1931).
- 26 janvier : Marcel Bidot, coureur cycliste français (° 21 décembre 1902).
- 27 janvier : Solenn Poivre d'Arvor, à l'âge de 19 ans (° 11 décembre 1975)